# Calciumhydrogensulfit
Calciumhydrogensulfit ist eine chemische Verbindung, genauer das „saure“ Calciumsalz der Schwefligen Säure mit der chemischen Formel Ca(HSO3)2.

## Gewinnung und Darstellung
Calciumhydrogensulfit kann durch Einwirkung von Schwefeldioxid auf eine wässerige Kalklösung erhalten werden. Es entsteht damit (neben Calciumsulfit) bei der Rauchgasentschwefelung.
{\displaystyle {\ce {CaCO3 + 2H2SO3 -> Ca(HSO3)2 + H2O + CO2 ^}}}

## Verwendung
Calciumhydrogensulfit wird als Lebensmittelzusatzstoff verwendet. Es kommt dabei als Antioxidationsmittel, Konservierungsmittel und Farbstabilisator (vor allem für Weine und Trockenfrüchte) zum Einsatz. Weiterhin verwendet man es in Form einer wässerigen Lösung zum Lösen des Lignins bei der Holzzellstoffherstellung und als Bleichmittel (Entfärbung von Schwämmen), als Antichlormittel und als Klärmittel für Getränke.